# Liste der Flecken in Niedersachsen
Die Liste der Flecken in Niedersachsen verzeichnet heutige und ehemalige Gemeinden in Niedersachsen mit der Bezeichnung Flecken (Ort).

## Gegenwärtige Flecken
1. Adelebsen, Landkreis Göttingen
2. Aerzen, Landkreis Hameln-Pyrmont
3. Ahlden (Aller), Landkreis Heidekreis
4. Artlenburg, Landkreis Lüneburg
5. Bad Bodenteich, Landkreis Uelzen
6. Bardowick, Landkreis Lüneburg
7. Barenburg, Landkreis Diepholz
8. Barnstorf, Landkreis Diepholz
9. Bergen an der Dumme, Landkreis Lüchow-Dannenberg
10. Bevern, Landkreis Holzminden
11. Bodenfelde, Landkreis Northeim
12. Bovenden, Landkreis Göttingen
13. Brome, Landkreis Gifhorn
14. Bruchhausen-Vilsen, Landkreis Diepholz
15. Bücken, Landkreis Nienburg (Weser)
16. Clenze, Landkreis Lüchow-Dannenberg
17. Coppenbrügge, Landkreis Hameln-Pyrmont
18. Dahlenburg, Landkreis Lüneburg
19. Delligsen, Landkreis Holzminden
20. Detern, Landkreis Leer
21. Diepenau, Landkreis Nienburg (Weser)
22. Drakenburg, Landkreis Nienburg (Weser)
23. Duingen, Landkreis Hildesheim
24. Ebstorf, Landkreis Uelzen
25. Eime, Landkreis Hildesheim
26. Freiburg/Elbe, Landkreis Stade
27. Gartow, Landkreis Lüchow-Dannenberg
28. Gieboldehausen, Landkreis Göttingen
29. Hage, Landkreis Aurich
30. Hagenburg, Landkreis Schaumburg
31. Harpstedt, Landkreis Oldenburg
32. Harsefeld, Landkreis Stade
33. Horneburg, Landkreis Stade
34. Langwedel, Landkreis Verden
35. Lauenau, Landkreis Schaumburg
36. Lauenförde, Landkreis Holzminden
37. Lemförde, Landkreis Diepholz
38. Liebenau, Landkreis Nienburg (Weser)
39. Marienhafe, Landkreis Aurich
40. Neuhaus (Oste), Landkreis Cuxhaven
41. Nörten-Hardenberg, Landkreis Northeim
42. Ottenstein, Landkreis Holzminden
43. Ottersberg, Landkreis Verden
44. Polle, Landkreis Holzminden
45. Salzhemmendorf, Landkreis Hameln-Pyrmont
46. Siedenburg, Landkreis Diepholz
47. Steyerberg, Landkreis Nienburg (Weser)
48. Uchte, Landkreis Nienburg (Weser)
49. Wiedensahl, Landkreis Schaumburg

## Gemeinden, die die Bezeichnung nicht mehr führen
1. Bad Iburg (Stadt seit 24. Juli 1959), Landkreis Osnabrück
2. Bassum (Stadt seit 1929), Landkreis Diepholz
3. Beverstedt (Flecken bis 31. Oktober 2011), Landkreis Cuxhaven
4. Bunde (Flecken bis 31. Oktober 2001), Landkreis Leer
5. Dornum (Flecken bis 31. Oktober 2001), Landkreis Aurich
6. Hoya (Stadt seit 1929), Landkreis Nienburg
7. Gehrden (Stadt seit 1929), Region Hannover
8. Thedinghausen, Landkreis Verden
9. Stolzenau (Flecken bis 28. Februar 1974), Landkreis Nienburg (Weser)
10. Zorge (Flecken bis 30. Januar 1963), Landkreis Göttingen

## Ehemalige Gemeinden, die die Bezeichnung führten
1. Bad Bederkesa, Stadt Geestland, Landkreis Cuxhaven
2. Bodenburg, Stadt Bad Salzdetfurth, Landkreis Hildesheim
3. Cornau, Gemeinde Drebber, Landkreis Diepholz
4. Erichshagen, Stadt Nienburg (Weser), Landkreis Nienburg (Weser)
5. Fischerhude, Flecken Ottersberg, Landkreis Verden
6. Freudenberg, Stadt Bassum, Landkreis Diepholz
7. Gittelde, Gemeinde Bad Grund (Harz), Landkreis Göttingen
8. Greene, Stadt Einbeck, Landkreis Northeim
9. Greetsiel, Gemeinde Krummhörn, Landkreis Aurich
10. Grohnde, Gemeinde Emmerthal, Landkreis Hameln-Pyrmont
11. Hemmendorf, Flecken Salzhemmendorf, Landkreis Hameln-Pyrmont
12. Hudemühlen, Gemeinde Hodenhagen, Landkreis Heidekreis
13. Lamspringe, Gemeinde Lamspringe, Landkreis Hildesheim
14. Lauenstein, Flecken Salzhemmendorf, Landkreis Hameln-Pyrmont
15. Lindau, Gemeinde Katlenburg-Lindau, Landkreis Northeim
16. Loge, Stadt Bassum, Landkreis Diepholz
17. Lutter am Barenberge, Stadt Langelsheim, Landkreis Goslar
18. Markoldendorf, Stadt Dassel, Landkreis Northeim
19. Moritzberg, Stadt Hildesheim
20. Nesse, Gemeinde Dornum, Landkreis Aurich
21. Neubruchhausen, Stadt Bassum, Landkreis Diepholz
22. Pewsum, Gemeinde Krummhörn, Landkreis Aurich
23. Salzderhelden, Stadt Einbeck, Landkreis Northeim
24. Steinhude, Stadt Wunstorf, Region Hannover
25. Vörden, Gemeinde Neuenkirchen-Vörden, Landkreis Vechta
26. Vorsfelde (Stadt von 1955 bis 1972), Stadt Wolfsburg
27. Wallensen, Flecken Salzhemmendorf, Landkreis Hameln-Pyrmont

- Karte mit allen verlinkten Seiten:
- OSM |
- WikiMap